# Беннетт, Алма
Алма Беннетт (англ. Alma Bennett, 9 апреля 1904, Сиэтл — 16 сентября 1958, Лос-Анджелес) — американская актриса

 времён немого кино. Дебютировала на большом экране в 1915 году, снявшись в последующие годы в 64 кинокартинах, среди которых «Завтрашний рассвет» (1924), «Триумф» (1924), «Её друг» (1924), «Затерянный мир» (1925) и «Длинные штаны» (1927). С началом эры звукового кино её актёрская карьера завершилась. Актриса трижды была замужем. Два её супруга также были актёрами — Гарри Спинглер (1929—1953) и Блеки Уайтфорд (1954—1958). Алма Беннетт умерла полузабытая в возрасте 54 лет.

## Фильмография
- Thieves' Clothes (1920)
- The Affairs of Anatol (1921)
- The Face on the Bar-Room Floor (1923)
- Three Jumps Ahead (1923)
- The Silent Watcher (1924)
- Triumph (1924)
- The Cyclone Rider (1924)
- 1925 — Затерянный мир / The Lost World
- The Light of Western Stars (1925)
- 1927 — Длинные штаны / Long Pants
- Orchids and Ermine (1927)